# 대덕 (관등)
대덕(對德)은 백제의 제11품 관등으로, 260년 고이왕 27년 개혁으로 만들어졌다. 정원은 정해져 있지 않았으며, 황삭의 띠를 둘렀다.

## 같이 보기
- 백제의 관직